# ラウル・ヒルバーグ
ラウル・ヒルバーグ（Raul Hilberg、1926年6月2日 - 2007年8月4日）は、アメリカ合衆国のユダヤ系の歴史家で『ヨーロッパ・ユダヤ人の絶滅 The Destruction of the European Jews』の著者。ホロコーストをはじめとするナチス・ドイツ時代について歴史的論考をした一人として知られる。

## 経歴
オーストリアの首都ウィーンに生まれる。一家は金融業を営んでいた。1938年3月にアンシュルスが起こり、父親がナチスに捕らえられたが、第一次世界大戦における軍功によりのちに釈放された。1939年4月1日、ヒルバーグは家族とともにナチスの迫害を逃れ、フランス経由でキューバヘ脱出し、アメリカ合衆国に渡った。
ニューヨークに住みエイブラハム・リンカン高校とブルックリン・カレッジに進学。1944年帰化するとともに陸軍に入隊、ヨーロッパ戦線に加わる。終戦直後に枢軸国軍人にたいする尋問担当将校に任命され、1946年除隊。 1950年コロンビア大学修士、1951年から1年間は研究を兼ねてワシントンの戦時文書プロジェクトに携わる。1955年コロンビア大学で政治学博士号を取得。翌年ヴァーモント大学准教授、1967年に正教授となり1991年に退職。2005年4月26日にAAAS（アメリカ芸術科学アカデミー）会員に選ばれた。

## ホロコーストの歴史家
ヒルバーグは、ヨーロッパ・ユダヤ人への国家社会主義の犯罪を扱うさいに、
1. 4つの権力集団（官僚・軍・産業・政党）の官僚的な集合体 ＝ 絶滅機構
2. ゆるやかな措置がその後につづくさらに厳しい処置を遂行するために先行条件となる＝ 絶滅過程

を前提し、完成されたユダヤ人の絶滅計画が最初からあったわけではなかったが、どの地域でも同じように段階的に順番通りに作戦が実行された事実を説明しようとした。
ナチズム研究では、ユダヤ人絶滅政策におけるヒトラーの意図を重視する「意図主義 Intentionalism」と、独ソ戦以降の特異な状況の中で部分的な絶滅作戦が、徐々に全面的なものへとエスカレートしていったとする「機能主義 Functionalism」の立場がある。ヒルバーグは、ヒトラーをユダヤ人絶滅への推進力として前提としているので「意図主義者」と考えられる。しかし、ヒルバーグの描く「絶滅過程」は、一ドイツ人の悪意によって一挙に創造されたものではない。官僚たちはユダヤ人たちを「憎悪」してはいなかった。ヒルバーグの示す絶滅過程での現場の状況では、4つの権力集団は自分たちの決断がどこに導くかを知らないまま独自に行動し、ある時には互いの仕事をさえぎり、ある時には調整し合い、前人未踏の犯罪へと邁進していく。これは「機能主義」による解釈に酷似している。ここでの主犯は一人ではなく、ドイツ官僚全体に及ぶ。
さらにヒルバーグは、（1）ユダヤ人の絶滅は「国策」であり、ドイツ全体が国を挙げて荷担した事業である、（2）ドイツ人が行政面で通達に従順にしたがうユダヤ人に頼り、ユダヤ人は自らの絶滅の共謀者になった、という2つの重大な指摘を行い、特に後者の結論を譲らなかったことで論争を招く。これはヒルバーグがユダヤ人評議会をドイツ官僚機構の延長ととらえていたことからして、不可避の結論だった。さらに進んで彼は「神・王・法律・契約を信頼するユダヤ人の伝統」に言及しないわけにいかなかったし、「経済的に利用価値のあるものを遂行者が破壊することはあるまいというユダヤ人の計算」についても熟考しないわけにいかなかった。ヒルバーグは、いち早く難を逃れた安全なアメリカからユダヤ人評議会の「加害責任」を問うたことで糾弾される。
ヒルバーグのホロコースト研究は時代に先駆けて発表され、論争に巻きこまれた当時は挑発的でさえあったが、現在ではこの分野で彼の業績は評価されている。

## 著作

### 単著
- The destruction of the European Jews (Yale Univ. Press, 1961, 2nd ed., 1985, 3rd ed., 2003).（望田幸男・原田一美・井上茂子訳『ヨーロッパ・ユダヤ人の絶滅（上・下）』柏書房, 1997年, 原著第二版の邦訳）
- The Holocaust today (Syracuse Univ. Press, 1988).
- Perpetrators Victims Bystanders: The Jewish catastrophe, 1933-1945 (Aaron Asher Books, NY, 1992).
- The politics of memory: The journey of a Holocaust historian (Ivan R. Dee, Chicago, 1996).（徳留絹枝訳『記憶――ホロコーストの真実を求めて』柏書房, 1998年）
- Sources of Holocaust research: An analysis (I.R. Dee, Chicago, 2001).

### 編著
- Documents of destruction: Germany and Jewry, 1933-1945 (Quadrangle Books, Chicago, 1971).
- The Warsaw diary of Adam Czerniakow: Prelude to Doom (Stein and Day, NY, 1979).

### 単行本収録論文
- "The Fate of the Jews in the Cities." Reprinted in Rubenstein, Betty Rogers (ed.), et al. What kind of God? : Essays in honor of Richard L. Rubenstein (University Press of America, 1995).
- "The destruction of the European Jews: precedents." Printed in Bartov, Omer. Holocaust: Origins, implementation, aftermath (Routledge, London, 2000).